# Jan Tauer
Jan Tauer, född 26 augusti 1983 i Düsseldorf, är en tysk före detta fotbollsspelare (försvarare) som sist spelade för Wollmars FF i Division 5.

## Karriär
Efter att ha spelat för Fortuna Düsseldorf (2001-2003), KFC Uerdingen 05 (2003-2004) och Eintracht Braunschweig (2004-2007) kom han i mars 2007 till Djurgårdens IF. Tauer gjorde sitt första allsvenska mål för Djurgårdens IF den 12 juni 2007 när han på ett motlägg i luften ryggade in bollen över IFK Göteborgs försvar. Drygt ett år senare - i juli 2008 - gjorde han sitt andra allsvenska mål som även det var hemma mot IFK Göteborg.
Den 8 november 2009 gjorde Tauer 1-0-målet mot Assyriska FF, på Stadion, i det allsvenska kvalet. Djurgården avgjorde kvalet med 3-0 i den matchen (andra kvalmatchen) och behöll sin plats i allsvenskan. Den 7 december 2009 meddelade Djurgården att Tauer lämnar klubben efter kontraktstidens slut den 31 december 2009, då det inte blev förnyat kontrakt.
Tauer spelade under 2013 för IK Brage. Han spelade under året även för FC Andrea Doria i division 4. Till säsongen 2014 blev han klar för Viggbyholms IK, en annan division 4-klubb.

## Seriematcher och mål
- 2009: 12 / 0 (dessutom 2 matcher och 1 mål i allsvenska kvalet)
- 2008: 22 / 1
- 2007: 23 / 1
- 2006-07: ?

## Övrigt
Tauer är sedan 2022 programledare för direktsända frågesporten Primetime.